# Оскар Аудьорш
Оскар Аудьорш (на немски: Oskar Audörsch) е немски офицер, служил по време на Първата и Втората световна война.

## Биография

### Ранен живот и Първа световна война (1914 – 1918)
Оскар Аудьорш е роден на 27 февруари 1898 г. в Растенбург, Източна Прусия. На 1 ноември 1916 г. постъпва в армията като фаненюнкер от 129-и пехотен полк, а през 1917 г. получава офицерското звание лейтенант. По време на войната защитава инженерна научна степен, а след края ѝ остава на служба в Райхсвера.

### Междувоенен период и Втора световна война (1939 – 1945)
Между 1938 – 1940 г. и 1942 – 1944 г. е част от щаба на ОКХ, а в периода август 1940-началото на 1942 г. командва 394-ти стрелкови полк. Напуска ОКХ малко преди неуспешния опит за убийство на Хитлер. Преминава кратък курс за обучение на дивизионни командири и на 18 август 1944 г. поема командването на 25-а танкова дивизия, след смъртта на генерал ‎Гролиг. На 9 ноември 1944 г. Аудьорш е издигнат в чин генерал-майор. На 8 май 1945 г. се предава заедно с дивизията на съветските войски. Прекарва следващите 10 години като военнопленник, а след освобождаването си се премества в Шлесвиг. Умира в Улм на 5 юни 1991 г.

## Военна декорация
- Орден „Германски кръст“ (21 април 1943) – златен
- Германска „Значка за раняване“ (1918) – черна (?)
- Германски орден „Кръст на честта“ (1934)
- Медал Судетия – с лента „Замъка“ в Прага (?)
- Германски медал „За военна заслуга“ – II степен с мечове (?)